# Willem Pijper
Œuvres principales
- Merlijn
- Symphonie no 3
- Concerto pour piano
- Six Adagios pour orchestre

Willem Pijper (prononciation : ˌʋɪləm ˈpɛipər), né à Zeist le 8 septembre 1894 et mort à Leidschendam le 18 mars 1947, est un compositeur néerlandais, critique musical et professeur. Pijper est considéré, avec Matthijs Vermeulen (1888–1967), comme l'un des compositeurs néerlandais de la première moitié du XXe siècle ayant apporté une contribution significative à la musique moderne de son pays. Il a exercé une grande influence et sa notoriété importante était relayée à la fois par ses compositions, son enseignement et ses écrits critiques qui représentent une part importante de son œuvre.

## Biographie
Pijper est né dans un petit village à la sortie d'Utrecht, dans une famille d'ouvriers de confession calviniste. Sa mère, Willemina Andrea Frederika Beeftink, épouse Johannes Willem Pijper, qui est tapissier. Son père joue parfois à l'harmonium lors des services religieux et c'est lui qui lui enseigne les rudiments du solfège lorsqu'il a cinq ans. Et dès lors, Willem note quelques mélodies de son invention. À dix ans, il prend ses premières leçons de piano et joue de l'orgue.

### Utrecht
Asthmatique, de santé fragile, l'enfant est éduqué à la maison jusqu'à ses quatorze ans. L'intention première du jeune homme était d'étudier la botanique, mais son intérêt pour la musique allant grandissant, après trois ans d'études au lycée, en 1912, il s'inscrit de lui-même à l'Académie de Musique Utrecht (Toonkunst-muziekschool). Il a dix-sept ans. Pijper y étudie la composition avec Johan Wagenaar, suit les cours de piano d'Helena van Lunteren-Hansen et pratique également l'orgue. À l'académie, il côtoie Alexander Voormolen, lui aussi dans la classe de Wagenaar. À part l'enseignement de ce dernier, Pijper fut un compositeur entièrement autodidacte. En 1915 il passe ses examens théoriques et prend des leçons les trois années suivantes. Ses premières œuvres sont surtout des compositions de musique de chambre.
Le 22 août 1918 il se marie avec Annette Wilhelmina Maria Werker ou Annie, dont il se séparera quelques années plus tard. 
La famille de celle-ci lui donne l'opportunité de rencontrer Diepenbrock et le critique JS. Brandts Buys. La même année, 1918, est créé sa Première symphonie par Willem Mengelberg et lui apporte une réputation au niveau national.
Entre 1918 et 1921 Pijper enseigne la théorie au lycée de musique d'Amsterdam. Il donne quelques récitals de piano, surtout pendant la fin des années 1920 ; mais son activité la plus importante est celle de critique musical, car il était impossible pour un compositeur néerlandais de vivre de ses compositions. À la fin de la Première Guerre mondiale, il écrit pour le Utrechtsch Dagblad (1917-1923). L'une des victimes de sa plume acérée fut Jan van Gilse (1881–1944), qui en 1922, après des attaques répétées de Pijper, démissionne de son poste de chef d'orchestre d'Utrecht.
En 1922, Pijper représente les Pays-Bas à Salzbourg pour la création de la Société internationale de musique contemporaine (SIMC) et l'année suivante participe à la création de la branche d'Europe du Nord. La même année, en novembre, la première de sa seconde Symphonie à Amsterdam sous sa direction est un échec.
Dès 1924, ses œuvres sont jouées à l'étranger : Septuor à Salzbourg, seconde Sonate pour violon et second Trio avec piano à Londres. Le compositeur Hubert Foss lui permet d'être édité par l'Oxford University Press. Sont publiés des partitions pour piano et de la musique de chambre.
En 1925, Sem Dresden lui offre le poste de professeur de composition et d'orchestration au Conservatoire d'Amsterdam (Toonkunst-Conservatorium). L'année suivante avec Paul F. Sanders, il fonde la revue De Muziek, à laquelle il contribue par de nombreux articles, qualifiés d'essais, souhaitant animer la vie musicale du pays pendant sept ans.
En 1926, est créé l'une de ses œuvres majeures, la Troisième symphonie. Elle est dédiée au chef d'orchestre français Pierre Monteux, qui partage la direction du Concertgebouw avec Mengelberg, depuis 1925 et ce, jusqu'en 1935. Monteux jouera cette œuvre jusqu'au début des années 1960 et nous en laisse deux enregistrements.
Le 17 mars 1927, il épouse l'écrivain Emma Paulina van Lokhorst, dont il divorcera en 1936, sans enfants. Elle participe à son travail sur l'opéra Halewijn, en rédigeant le livret. L'opéra est monté et créé sous la direction de Pierre Monteux, en juin 1933. Un projet de le porter l'année suivante à Paris échoue.

### Rotterdam
De 1930 à son décès en 1947, Willem Pijper assume le poste de directeur du Conservatoire de Rotterdam, nouvellement fondé. Certains de ses élèves de l'époque ont intégré l'équipe enseignante après leurs études. Cette période voit une baisse de sa production proprement musicale, mais une nette augmentation de ses écrits de critiques musicales et d'essais. Localement, avec le chef d'orchestre Eduard Flipse, ils font de Rotterdam un centre de musique contemporaine. Il collabore à De Groene Amsterdammer et une collection textes sont publiés par les éditions Querido à Amsterdam, en deux volumes : De Quintencirckel [Le cycle des quintes] (1929)  et De Stemvork [Le Diapason] (1930). Cela ne représente qu'une petite fraction de ses écrits. À la mort d'Alban Berg Pijper confie sa vision pessimiste et sombre de l'avenir de la musique.
Derrière l'artiste se profile aussi l'homme Pijper. Outre le cigare, les bons vins et les chiens, Pijper a une passion pour les belles voitures notamment une Hispano-Suiza. Quelques photographies nous le montrent à côté de sa machine. Le 16 juin 1938 Pijper est fait franc-maçon et commence la pratique de l'astrologie, étudie la gematris, une forme de numérologie propre aux œuvres musicales remontant aux polyphonistes flamands et à Bach durant toute la période de guerre. Dans cette mouvance, il compose Six adagios pour cordes (1940), conçu comme une musique  pour une initiation maçonnique.
Le 14 mai 1940 les bombardements sur Rotterdam détruisent complètement sa maison et ses biens, « même le chien » écrit-il dans une lettre. Au moins vingt-cinq ans de documentation partent en fumée : correspondances d'amis, d'élèves et de collègues musiciens, photographies, collection d'instruments de musiques, bibliothèque... Mais l'essentiel de ses compositions sont conservées, grâce aux conseils d'un de ses amis, Saar Bessem, les manuscrits étaient à l'abri dans un coffre de banque situé en sous-sol – bâtiment qui a été lui aussi incendié, mais les voûtes ont résisté. D'autres compositeurs eurent moins de chance, par exemple Rudolf Escher, un élève de composition de Pijper de 1934 à 1937, perdit un grand nombre de ses œuvres. En 1941, Pijper s'installe à Leidschendam.
Pendant les années 1940, Pijper a travaillé sur un opéra, Merlijn (Merlin), basé sur la légende arthurienne et malgré plus de six ans passés à cette tâche, l'œuvre n'a jamais été achevée. La partition est articulée en douze épisodes, selon les concepts du zodiaque. Le livret est écrit par Simon Vestdijk (1898–1971), médecin et musicien qui a rencontré Willem Pijper en 1937. D'abord réticent, n'ayant aucune expérience de la scène, Vestdijk s'est laissé convaincre par l'intérêt commun qu'ils avaient pour l'astrologie. Il témoigne de la nature de leur relation dans un livre : Gestalten tegenover mij (1961).
Durant l'été 1946 il participe au festival de musique contemporaine de Londres et en novembre, trop tardivement, les médecins diagnostiquent un cancer, sans doute dû pour un asthmatique, au goût immodéré des cigares. Ce mal l'emporte le 18 mars 1947. Pendant les dernières semaines de sa vie, Pijper réécrit l'orchestration de son Concerto pour violoncelle qui est achevée début février.
La dernière composition mise à part Merlijn est le cinquième Quatuor à cordes (1946), dont seuls les deux premiers mouvements sont terminés. Le manuscrit s'arrêtant au milieu d'un troisième, laisse l'œuvre inachevée.

### Élèves
En tant que professeur, Pijper eu une grande influence sur la musique néerlandaise moderne par son enseignement à de nombreux compositeurs néerlandais des années 1950 à 1970. Parmi les élèves d'importance de Willem Pijper en composition, on peut citer Henk Badings (1907–1987) qui fut lui-même enseignant en composition à Rotterdam dès 1934 et directeur du conservatoire de La Haye pendant la guerre ; Hans Henkemans (1913-1995), Henriëtte Bosmans (1895–1952), Kees van Baaren, Bertus van Lier (1906–1972) qui sera chef d'orchestre, compositeur et critique musical à Utrecht ; Oscar van Hemel, Willem Landré (1874–1948), Rudolf Escher (1912–1980) et Johan Franco (1908-1988 ).

### Hommages
Un groupe de compositeurs a rendu hommage par un recueil de dix pièces dédiées à leur maître ou ami : Hommage à Willem Pijper, où figurent Henriëtte Bosmans, Henri Zagwijn, Bertus van Lier, Kees van Baaren, Hans Henkemans, Jan van Dijk (1918– ), Karel Mengelberg (1902–1984), Sem Dresden (1881–1957), Rudolf Escher et Wolfgang Wijdeveld.
Henriëtte Bosmans lui a aussi dédié son Quatuor à cordes (1927).
À Rotterdam, au coin d'Humanitas Mullerpier et d'Euromast, une plaque de cuivre a été dédiée à William Piper.

### Prix Willem Pijper
Mis en place par la Fondation Johan Wagenaar, le Prix Willem Pijper couronne le travail de musiciens néerlandais.
- 1970, Jan van Dijk pour Musica Sacra II pour orchestre.
- 2010, Yannis Kyriakides pour Dag in de Branding [Rêve d'aveugle].

## Style
Willem Pijper a rapidement choisi son propre chemin en tant que compositeur. Dès 1915, il avait composé ses Trois Aphorismes pour piano où s'entendent clairement l'inspiration des Trois Klavierstücke opus 11 de Schönberg et où se préfigure son style de la maturité. Sa Première Symphonie sous titrée Pan de 1917 est nettement influencée par Mahler. Sa Seconde composée en 1921, à l'orchestration somptueuse qui évoque encore la Septième de Mahler, subit de façon plus sensible les influences impressionnistes.
Entre 1918 et 1922 l'idiome musical de Pijper se développe sous l'influence des compositeurs comme Claude Debussy et Maurice Ravel. C'est l'époque où il conçoit sa « technique des cellules germinales », très semblable celle d'Igor Stravinsky. Selon les musicologues, le concept est emprunté à l'école de César Franck et formalisé par Vincent d'Indy. Selon Pijper lui-même, une œuvre peut se développer à partir d'un nombre limité de groupes de notes (généralement quatre ), tel l'arbre qui croît à partir d'une graine minuscule. Dans chaque œuvre nouvelle, il élabore un peu mieux ses idées. Le Septuor pour vents, contrebasse et piano inaugure son style nouveau où il utilise ce procédé, et entame une phase très productive.
À partir de 1920, Pijper réclame un « absolutiste » musical, c'est-à-dire exempt de références littéraires.
Dès 1919, la musique de Pijper peut être considérée comme polytonal. Il voue d'ailleurs une grande admiration à Darius Milhaud, comme à Stravinsky. Cependant il n'abandonne pas la tonalité. Il a plutôt une façon polyphonique de penser le contrepoint et son style harmonique a évolué dans cette direction. Son style est très proche du compositeur Matthijs Vermeulen, contemporain de Pijper. Après les années 1920, il ajoute à ses influences la polyrythmie – c'est-à-dire l'utilisation simultané de motifs rythmiques ou de métriques disparates – de Bartók ou le celle du Trio avec piano de Maurice Ravel. Ce mélange de rythmes était déjà présent dans la habanera du second mouvement des Fêtes galantes (1916). Il devient progressivement une fixation dans les œuvres ultérieures.
Pijper est resté un compositeur de caractère fortement émotionnel dont témoigne sa Troisième Symphonie (1926). Les œuvres plus tardives semblent du point de vue de l'expression harmonique revenir à une tonalité sage, le ton y est aussi plus doux et transparent. En revanche il reste toujours concis et vise la forme brève, quasi laconique : la symphonie dure un quart-d'heure.
Il aime les changements brusques et les conclusions, les climax qui tonnent, les  rythmes agités et tronqués. Tous ces éléments sont communs à ses œuvres de maturité.
Dès 1934, se dessine une troisième période dans le style de Pijper, lorsqu'il entame son opéra Halewijn sur un livret écrit par sa seconde épouse, Emma Lokhorst, bien que son poste d'enseignant lui prenne l'essentiel de son temps. « L'Halewijn de Pijper n'est pas un opéra, mais plutôt un drame symphonique, car les Pays-Bas n'ont guère de tradition d'opéra. » Pijper écrit même que « L'opéra est une chose dont on soupçonne à peine l'existence ici. »
L'« échelle octatonique » a été appelé « gamme de Pijper en néerlandais. Il s'agit d'une combinaison de tierce mineure et de triton que l'on retrouve par exemple dans la seconde et troisième Sonatines pour piano (1925), ainsi que la troisième Symphonie et le quatrième Quatuor à cordes (1928) qui atteint dans le Finale un extrême polymétriques.

## Œuvres
Le catalogue des œuvres de Willem Pijper est dressé par le musicologue Wim Kloppenburg (1910–2000). Précédés par la lettre K, il compte 104 numéros. Pijper a composé pour des effectifs et des formes très diverses, de la pièce pour piano, à l'opéra en passant par la musique de chambre et l'arrangement de chansons du folklore néerlandais ou français. Les manuscrits ont été légués à la Bibliothèque Royale (Koninklijke Bibliotheek) en janvier 1949.
| Piano | Chambre | Orchestre & Concertos | Mélodies | Chorale | Scène | Opéras |
| ----- | ------- | --------------------- | -------- | ------- | ----- | ------ |

### Piano
- Sonate pour piano en mi majeur (1912, inachevée)
- Berceuse (1913)
- Thème et 5 variations pour piano seul (1913)
- Cadence pour le Premier Concerto pour piano de Beethoven (1915)
- 3 Aphorismes pour piano seul (K. 26, 1915)
  1. À mon cher Lex (Mouvement de valse)
  2. To Arnold (Not too fast)
  3. Meinem lieben Freunde Bernard gewidmet (Sehr langsam). [Dédié à mon cher ami Bernard]
- Sonatine no 1 pour piano (1917)
- Sonatine no 2 pour piano (K. 66, Amsterdam, 1925, pub. Oxford University Press)

Veloce - Molto sostenunto - Doppio movimento - Molto sostenuto - Tranquilo - Veloce
- Sonatine no 3 pour piano (K. 67, Ermelo, 1925, pub. Oxford University Press)

Molto adagio - Doppio movimento - Molto adagio - Allegro non troppo - Molto adagio
- 3 danses populaires pour piano seul. (K. 70, 1926). Publié dans la série "Folk Dances of the World" Oxford University Press.
  1. De Boufon
  2. Het Patertje Langs den Kant
  3. Scharmoes
- Sonate pour piano (K. 83, Amsterdam, 30 mars 1930, Pub. Oxford University Press). Dédiée à Bernard Wagenaar.
  1. Allegro
  2. Adagio molto
  3. Allegro volante
- Sonate pour deux pianos (K. 89, 1935) Écrite pour duo Ethel Bartlett (1896-1978) et Rae Robertson (1893-1956).
  1. Allegro aperto, ma pesante
  2. Grave
  3. Moderato assai

### Musique de chambre
Sonates et duos
- Passepied pour carillon (K. 31, 1916)
- Havanaise deux violons (1920)

Cette pièce est liée à la passion de Pijper pour le cigare.
- Sonate pour flûte & piano (K. 65, 1925). Dédiée à Johan Feltkamp.
  1. I. Allegro
  2. II. Lento
  3. III. Presto
- Sonate no 1 pour violon et piano (1919)

L'œuvre est d'inspiration debussyste, mais des sonorités évoquent aussi Mahler (Adagio molto). Pijper utilise le principe cyclique propre à César Franck, une mélodie traverse plusieurs fois l'œuvre en étant transformée à chaque fois.
1. I Commodo. Andante - Allegro
2. II Tempo di menuetto tranquillo
3. III Quasi scherzando. Allegro

- Sonate no 2 pour violon et piano (K. 56, 1922, pub. Oxford University Press 1925). Dédiée à Hendrik Rijnbergen.
  1. I. Molto tranquillo
  2. II. Andantino leggiero
  3. III. Molto moderato
- Sonate no 1 pour violoncelle et piano (1919)
- Sonate no 2 pour violoncelle et piano (K. 62, 1924, pub. Oxford University Press). Dédiée à Marix Loevensohn.
  1. I. Larghetto grazioso
  2. II. Allegro pesante, ma agitato
  3. III. Molto lento
- Sonate pour violon seul (K. 84, 1931). Dédiée à Zoltán Székely (1903–2001).

Székely est ami de Bartók et dédicataire du second Concerto pour violon qui créa à Amsterdam le 23 mars 1939. Il assume le poste de premier violon du Concertgebouw à partir de 1937 et immigre aux États-Unis en 1950. Il est le premier violon du célèbre Quatuor Hongrois de 1937 à sa dissolution en 1972. L'œuvre est née d'un travail de collaboration traité de « chaleureuse coopération » entre Székely et Pijper pour des concerts qui ont été donnés à Amsterdam en mars 1932. Pijper était alors représentant de la Société internationale de musique contemporaine qui organisait nombre de concerts.
1. I. Allegro maestoso
2. II. Moderato
3. III. Adagio
4. IV. Veloce

Trios
- Trio pour flûte, clarinette et basson (1926–27)
- Trio no 1 pour violon, violoncelle et piano (1914)
- Trio no 2 pour violon, violoncelle et piano (1921)

Quatuors
- Quatuor à cordes no 1 (K. 23, 1914)
  1. I. Allegro moderato
  2. II. Scherzo (Comodo)
  3. III. Largo - Poco adagio - Largo - Molto adagio
  4. IV. Poco adagio - Molto appassionato subito
- Quatuor à cordes no 2 (K. 49, 1920)
  1. Molto moderato - Più mosso
  2. Adagio - Quasi marcia funebre - Scherzo - Allegro non agitato - Andante - moto moderato - Tranquillo
- Quatuor à cordes no 3 (K. 59, 1923)
  1. I. Lento - Andantino grazioso - Scherzendo
  2. II. Larghetto espressivo
  3. III. Tempo I. Molto tranquillo - Più leggiero - Tempo II. Poco mosso
- Quatuor à cordes no 4 (K. 79, 1928) Dédié à Maurice Ravel.
  1. I. Tempo I. Andante molto moderato - Tempo II. Un poco mono tranquillo
  2. II. Allegro assai
  3. III. Allegretto tranquillo - Più lento. Molto espressivo sempre corrente
  4. IV. Allegro. Poco adagio - Più tranquillo - Ben moderato
- Quatuor à cordes no 5 (K. 103, 1946, inachevé)
  1. I. Allegretto
  2. II. Poco adagio
- 4 Pezzi Antichi pour 3 violons et violoncelle (K. 60, 1923)

Vents
- Septuor pour flûte (ou piccolo), hautbois (ou cor anglais), clarinette, basson, cor, contrebasse et piano (K. 48, 1920)
  1. Prologue
  2. Pastorale
  3. Pantomime
  4. Passacaille
  5. Péripétie
  6. Épilogue
- Sextuor pour flûte, hautbois, clarinette, basson, cor et piano (K. 58, 1923)

Écrit pour le Utrechtsch Sextet dont Pijper était le pianiste et composé de solistes de l'Orchestre Municipal Utrecht. L'œuvre est caractéristique de la période où il développe sa technique des « cellules germinales », constituées de quelques notes, jouées ici au début par la clarinette puis reprises par les autres instruments. Les troisième et quatrième mouvements sont sous l'inspiration de la musique populaire italienne et notamment du Tessin, région proche du lac Majeur et de Lugano ou Pijper passait ses vacances.
1. I. Lento
2. II. Andantino, quasi allegretto
3. III. Comodo, alla ticinese
4. IV. Vivo, con agrezza - Largamente

- Fantaisie pour flûte, hautbois, clarinette, basson, cor et piano (1927) sur le thème de Mozart Phantasie für eine Spieluhr de 1791
- Quintette pour instrument à vent : flûte, hautbois, clarinette, cor et basson (K. 80, 1929)
  1. I. Allegro
  2. II. Adagio
  3. III. Andante moderato (alla marcia pesante)
  4. IV. Vivace

### Orchestre
Symphonies
- Symphonie no 1 en ré majeur, Pan (K. 37, 1917).
- Symphonie no 2 (K. 53, été 1921) Création à Amsterdam sous la direction du compositeur le 2 novembre 1922.
Cette symphonie nécessite de nombreux instruments : outre les cordes, quatre harpes, trois pianos, six mandolines, bois et cuivres (8 cors), orgue ainsi qu'une grande plaque d'acier accordée...
  1. I. Allegro maestoso
  2. II. Lento, molto rubato - Più leggiero - Più mosso, maestoso
- Symphonie no 3 (K. 71, 1926). Dédiée à Pierre Monteux et créée par lui à Amsterdam, le 28 octobre 1926.
- Six Épigrammes symphoniques (1928). Composé pour le 40e anniversaire de l'Orchestre du Concertgebouw.
  1. Grave
  2. Grazioso
  3. Molto tranquillo
  4. Allegro assai
  5. Adagio molto
  6. Pesante maestoso
- Six Adagios pour orchestre à cordes (1940)
  1. I. Grave
  2. II. Adagio. Lento Assai
  3. III. Adagio. Quasi un poco meno lento
  4. IV. Adagio. Un poco piu andante
  5. V. Largo
  6. VI. Grave

Pièces concertantes
- 3 Aphorismes pour orchestre avec piano (K. 26, 1915)
- Pièce d'orchestre avec piano  (K. 27, 1915). Dédiée à Helena van Lunteren-Hansen, son professeur de piano au conservatoire d'Utrecht.
- Concerto pour piano et orchestre (K. 75, 1927, pub. Oxford University Press, 1931)
- Concerto pour violon et orchestre (K. 95, 1938–39)
  1. Poco lento, allegretto grazioso
  2. Adagio
  3. Molto allegro
- Concerto pour violoncelle et orchestre (1936, rev. 1947). In memoriam Marix Loevensohn (1880–1943), premier violoncelle de l'orchestre du Concertegouw d'Amsterdam de 1915 à 1936.
  1. Introduction
  2. Scherzo I
  3. Cantabile
  4. Scherzo II
  5. Péripétie
  6. Épilogue

### Mélodies
La musique vocale de Pijper reste largement négligée, alors que parmi ces œuvres  figurent certains de ses meilleurs opus, notamment la série II des Vieilles chansons néerlandaises (1935).
avec piano
- Allerseelen (K. 21, 1914) Poème de Hermann von Gilm zu Rosenegg (1812-1864)
- Douwdeuntje (K. 32, 1916) Poème de René de Clercq
- Fêtes Galantes (1916) Poème de Paul Verlaine
- Deux mélodies sur de vieux poèmes hollandais (1923)
  1. Het wasser te nacht
  2. Het windetje die uyt den Oosten waeyt
- Quatre Lieder (1914–1916) (Bertha de Bruyn)
  1. Sneeuwklokjes [Perce-neige] (K. 29, 1916)
  2. Meiliedje (K. 28, 1916)
  3. Nachtliedje (K. 22, 1914)
  4. Vlinderliedje [Chanson du papillon] (K. 24, 1915)
- Tweeluik [Diptyque] pour mezzo-soprano. Texte de Herman Gorter et Willem Pijper. Dédié à Marianne Kweksilber et Eleonore Pameijer.
  1. Eindelijk aangekomen
  2. Een taaie winter
- La Maumariée (1919–20) Sur des textes de mélodies populaires
  1. Un soir me promenant
  2. Mon père me marie
- Huit Noëls de France (1919). Arrangements de Noël français pour voix et piano
  1. La messe de minuit (modérément animé)
  2. Dans les ombres de la nuit (très modéré)
  3. Noël des Rois Mages (modérément animé)
  4. Noël des Bourgeois de Châtres (Animé et joyeux)
  5. Noël pour l'amour de Marie (Modéré)
  6. Chantons, je vous en prie (Assez modéré)
  7. L'appel des Bergers (Gaiement)
  8. Entre le bœuf et l'âne gris (expressif et soutenu)
- Acht oud-Hollandsche liederen, séries I (1924)
- Acht oud-Hollandsche liederen, séries II (1935) Texte de Gerbrand Adriaenszoon Bredero

1. Thijsken van den Schilde
2. Maegdekensdans
3. Mijn liefken siet mi ovel aen
4. De tortelduive hoorde ik weenen
5. O lustelike mey
6. Na groene verwe mijn hert verlanct
7. Ic sie die morghen sterre
8. Snachts rusten meest de dieren

- Oud-Hollandsche minneliederen (1920/1942)
- Vieilles chansons de France (1918/1946)
- Twee Wachterliederen (1934)
- Zestiende-eeuwsch Marialied (1929)

avec orchestre
- Fête Galantes, pour mezzo-soprano (K. 34, 1916) (Paul Verlaine). Dédié à Lise Ohms.

1. Pantomime
2. Sur l'herbe
3. Cortège

- Hymne (K. 100, 1941–43), pour basse solo et orchestre (Pieter Cornelis Boutens). In memoriam Jean François van Royen.
- Mélodie de The Tempest, pour mezzo-soprano (1930) (William Shakespeare)
- Die Nächliche Heerschau, pour baryton (1922/43) (Carl Löwe)
- Romance sans paroles, C'est le chien de Jean de Nivelle, pour mezzo-soprano et orchestre (K. 40, 1919, rev. 1921). Poème de Paul Verlaine. Dédié à Berthe Seroen.

### Musique chorale
- De Lente Komt [Le printemps arrive], pour chœur d'hommes à 4 voix et piano (K. 35, 1917) (René de Clercq). Dédié à Arnold Wagenaar.
- Op den Weefstoel, pour chœur mixte, cuivres et piano à quatre mains (K. 38, 1918) (René de Clercq)
- Heer Halewijn, pour chœur a cappella (K. 50, 1920). Dédié à Sem Dresden.
- Heer Danielken, pour chœur mixte a cappella (K. 68, 1925). Dédié à Balthazar Verhagen.
- Deux Ballades de Paul Fort, pour chœur de femmes (2 sop., 1 contr.) et piano ou cordes (K. 51, 1921)

1. La fille morte dans ses amours
2. Le marchand de sable

- Chanson Réveilles-vous piccars, pour chœur d'hommes et orchestre/piano (K. 85, 1932–33) Dédié à Édouard Herriot.
- Vanden Coning van Castilien, pour chœur d'hommes a cappella (1936)

### Musique de scène
- Antigone (K. 72, 1922, rev. 1926) (de Sophocle). In memoriam Alphons Diepenbrock, compositeur (1862-1921). 
Conçu à l'origine pour une représentation théâtrale de l'Antigone de Sophocle par les élèves de son ancienne école d'Utrecht, dans la traduction de Marius Brinkgreve et complété en 1922. Insatisfait de la traduction, il collabore avec Balthazar Verhagen, pour une nouvelle version. Pour la version de 1926 Pijper a collé de petits papiers aux endroits des changements de la version antérieure. En 1993 un conservatoire de la BR pu établir le texte des différentes versions et disponibles pour les chercheurs.
- Les Bacchantes (K. 63, 1924) (d'Euripide)
- Le Cyclope (K. 69, 1925) (d'Euripide). Dédié à Hilda et Balthazar Verhagen.
- La Tempête, pour 3 mezzo-soprano, 2 barytons et orchestre (K. 82, 1929/1930) (de William Shakespeare). In memoriam Jacobus van Looy.
- Phaéton de Reuckelose Stoutheit (K. 94, 1937) (Joost van den Vondel)

### Opéra
- Halewijn (K. 86, 1932, rev. avril 1934), Drame symphonique en deux actes et neuf scènes
Commande du directeur de l'Association Wagner néerlandaise. D'après les Chants de Lord Halewijn, contes populaires néerlandais remontant au moins au XIIIe siècle et publiée par Jan Frans Willems en 1848, sous le nom de Het Lied van Heer Halewijn. À l'origine le librétiste était Martinus Nijhoff, mais lors de demande de changements par le musicien, l'auteur a rompu toute collaboration. Après plusieurs essais infructueux, Emma Lokhorst, la seconde épouse de Pijper, a alors repris le texte. Créé les 13 et 14 juin 1933 par Pierre Monteux  et l'Orchestre municipal d'Utrecht. La révision est en vue d'une reprise organisée à Rotterdam et présentée le 6 juillet 1935. À la demande du producteur Eduard Verkades, un texte modifié est demandé. Établi par Erna Buning-Jurgens, elle le transforme en une sorte de moyen-néerlandais[3] qui n'est pas peu dans l'impression générale de l'œuvre. La durée de l'opéra est d'environ 90 minutes.
- Merlijn (K. 102, 1939~ - inachevé), Drame symphonique en 3 actes, sur un livret de Simon Vestdijk (1898–1971), d'après la Légende arthurienne.
L'opéra devait avoir trois actes articulés en douze épisodes, basé sur les signes du zodiaque ; commençant avec le Bélier et se terminant avec les Poissons. La partition s'arrête à la mesure 1541 au second acte, lors de l'épisode de la Vierge, ce qui représente une heure de musique. Les archives conservent de nombreuses pages de brouillons qui montrent la difficulté qu'a représenté cette composition pour le musicien[2].

## Discographie
Enregistrements historiques
- Concerto pour violoncelle - Marix Loevensohn (violoncelle), O. Concertgebouw, dir. Willem Mengelberg (Telefunken, concert du 22 novembre 1936 - rééd. Audiophile Classics "Concertgebouw Series, Dutch Composers" APL 101.541)
- 6 Épigrammes Symphoniques - OS. Radio Néerlandaise, dir. Eduard Flipse (Radio Netherlands Worldwide, 18 août 1947[13])
- Symphonie no 3 - Orchestre du Concertgebouw, dir. Eduard van Beinum (1953 - Decca / London LL 851 [78t])
- Symphonie no 3 - O. Concertgebouw, dir. Eduard Van Beinum (Concert radiophonique du 2 octobre 1957 - « Van Beinum, The Radio Recordings » Q DISC 97015)
- Symphonie no 3 - O. Concertgebouw, dir. Pierre Monteux (Concert du 16 octobre 1960 - Donemus DCV 9)
- Symphonie no 3 - OS. BBC, dir. Pierre Monteux (Enregistrement aux studios BBC, du 11 octobre 1961 - BBC Legends BBCL 4172-2)

Enregistrements modernes
- Œuvres pour piano, Sonates pour violoncelle, Terry King, violoncelle ; Robert Moeling, piano (1997 - Erasmus WVH 205)
- Quatuors à cordes - Quatuor Schönberg (mai 1994 - Olympia OCD 457)
- Symphonie no 2, Concerto pour piano, Six Adagios, Quatuors à cordes no 4 et 5 - Theo Bruins, piano ; Rotterdam PO. Dir. Roelof van Driesten ; Quatuor Gaudeamus (1987 - Donemus CV 1)
- Merlijn - Ernst Daniel Smid, Marten Smeding, Thea van der Putten, Romain Bischoff, Frank Fritschy, Marianne Hund, Geert Smits, Joep Broecheler, Ioan Micu, OP. Radio Netherlands, Dir. David Porcelijn (1997 - NM Classics 92055)
- Six épigrammes symphoniques - O. Concertgebouw, dir. Bernard Haitink (27 avril 1997, anthologie du Orchestre royal du Concertgebouw, 1990–2000, vol. 6, CD 13/14CD, RCO11004)